# الشعب الأعلى (العدين)

تعديل مصدري - تعديل

الشعب الأعلى محلة تابعة لقرية الشقرة، التابعة لعزلة قداس بمديرية العدين إحدى مديريات محافظة إب في الجمهورية اليمنية، بلغ تعداد سكانها 51 حسب تعداد اليمن لعام 2004.